# هایدن رایکسن
هایدن رایکسن (به آلمانی: Heidenreichstein) یک شهر در اتریش است که در ناحیه گموند واقع شده‌است. هایدن رایکسن ۴٬۵۶۵ نفر جمعیت دارد.